# ヘブライ語聖書

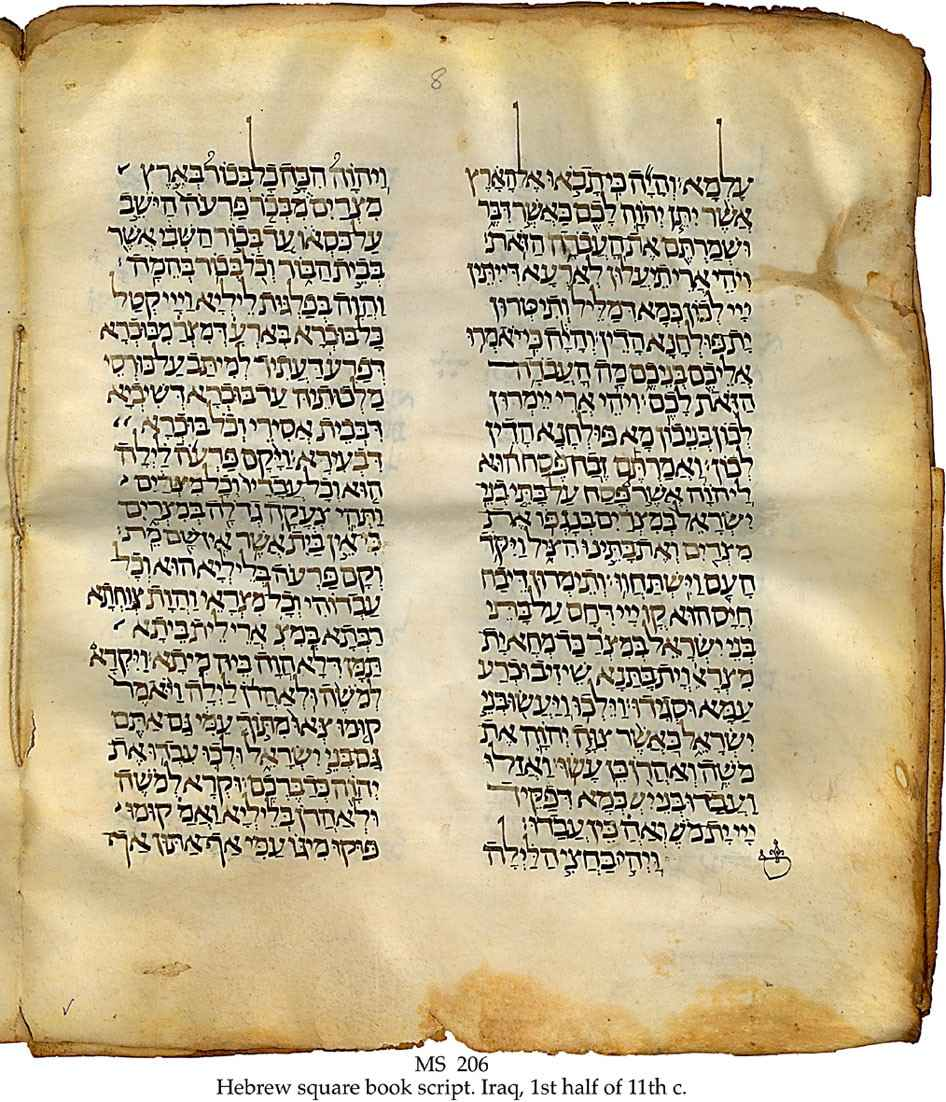
11世紀の写本

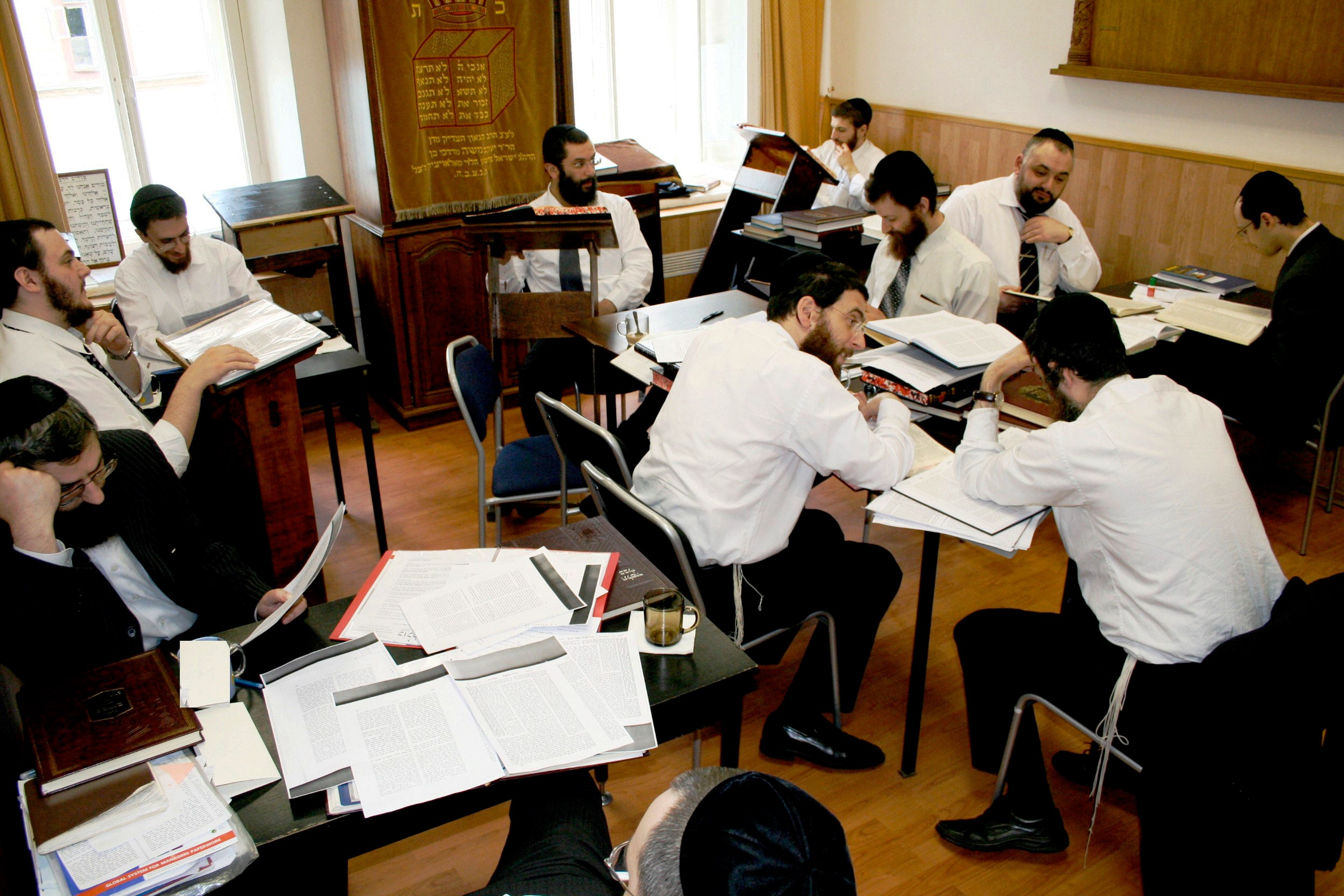
タルムード・トーラー（ユダヤ教の学び）

ヘブライ語聖書（ヘブライごせいしょ、ヘブライ語: תַּנַ"ך, תּוֹרָה, נביאים ו(־)כתובים）とは、ユダヤの聖典。タナハ、ミクラーとも。ヘブライ聖書と表現されることもある。
キリスト教の立場におけるいわゆる「旧約聖書」の原典（文脈によってはそのもの）であり、多くの部分において同一の内容（創世記・出エジプト記など）で構成されている一方で、解釈や収載順などに違いがみられる。

## 概説
聖書ヘブライ語 で記されるユダヤ教の「聖書正典」である。
タナハは本来、セーフェルー・トーラーとして巻物の形であった。
なお、「旧約聖書」というのはキリスト教徒や彼らの影響を受けた異教徒の呼び方、考え方であり、ユダヤ教徒、つまりユダヤ人はキリスト教徒の言う「新約聖書」を認めず、当然「古い契約」とも考えないため「旧約聖書」とは呼ばない。
そもそも日本語訳の「聖書」という表現自体がすでにキリスト教的ニュアンスを含んでいる。
西暦90年頃に現在のイスラエル南西部のヤブネでユダヤ教学者たちによって行われた宗教会議であるヤムニア会議で、エステル記を含む39の書物をユダヤ教の正典と確定した。

## 三大区分
ユダヤ教においてヘブライ語聖書は大きく以下の3つに区分される。タナハ（Tanakh、ヘブライ語: תנ״ך）とは、この3つの部分を呼び分けた名称の頭文字に母音を付した頭字語であり、これらの聖典を統べる呼称になっている。
1. 律法（トーラー / Torah[10][4] ヘブライ語: תורה）。5巻の書物より成ることから「フンマーシュ（ヘブライ語版、英語版）」[注 6]（意訳で「五書」[注 7]）とも呼び慣わされる。キリスト教的な文脈では「モーセ五書」[注 8]と表現される。
  1. 創世記
  2. 出エジプト記
  3. レビ記
  4. 民数記
  5. 申命記
2. 預言者 (ネビーイーム)（英語版）（ネビーイーム / Nevi'im ヘブライ語: נביאים）8巻。
  1. 前預言者4巻。ヨシュア記、士師記、サムエル記、列王記
  2. 後預言者3巻。イザヤ書、エレミヤ書、エゼキエル書。
  3. 十二小預言書1巻。（ホセア書、ヨエル書、アモス書、オバデヤ書、ヨナ書、ミカ書、ナホム書、ハバクク書、ゼパニヤ書、ハガイ書、ゼカリヤ書、マラキ書）
3. 諸書（クトビーム, カトビーム / Ketubim ヘブライ語: כתובים）11巻。
  1. 真理（エメト）3巻。詩篇、箴言、ヨブ記
  2. 巻物（メギロート）5巻。雅歌、ルツ記、哀歌、伝道者の書、エステル記
  3. その他3巻。ダニエル書、エズラ記-ネヘミヤ記、歴代誌(I, II)

律法、預言者、諸書の順に5+8+11=24巻、同じく5+21+13=39書と数えることがある。39を数え上げる場合は、エズラ記とネヘミヤ記は別に、また、サムエル記、列王記、歴代誌はそれぞれ2つの書物からなるとする。
トーラー（律法）ないしタナハ全体（広義のトーラー）は、文字で記され文書を成すことから成文トーラーと呼ばれ、これに対する当初口伝のみされた口伝トーラーと合わせて「二重のトーラー」とも呼ばれる。

## 古書・写本
現存する古いヘブライ語聖書としては、西暦930年頃に作成された「アレッポ写本」が著名であるが、全体の1/4が損失している。
欠損の少ない古いヘブライ語聖書としては、ユダヤ教古文書収集家が所蔵していた9世紀後半から10世紀初頭にかけて作成された「サスーン写本」が知られている。創世記の初頭の12葉が欠落しているものの、ほぼ完全な形で現存しており、2023年にはオークションにかけられた際には、写本としては史上最高額の3810万ドルで落札されている。

## ビブリア・ヘブライカ
ビブリア・ヘブライカ（Biblia Hebraica）はヘブライ語聖書を意味するラテン語の熟語。この語は伝統的にタナハの印刷版の表題に用いられた。